# 南部勝信
南部 勝信（なんぶ かつのぶ）は、江戸時代前期から中期にかけての旗本。通称は主計、右近。三田南部家の祖。

## 略歴
陸奥国盛岡藩3代藩主・南部重信の子として誕生。幼名は鶴之助。兄に七戸秀信、七戸定信、行信、七戸英信、政信、弟に通信、七戸愛信、坪内定信、七戸舜信（兄・英信養子）および姉に式姫（池田綱清正室）、七姫（本多忠英正室のち有馬豊祐正室）、妹に慶姫（八戸利戡室）、恵岐姫（桜庭兵三郎直良）らがいる。正室は南部直政の娘。娘は南部信尹正室。
元禄7年（1694年）8月21日、兄・行信より陸奥和賀・二戸の2郡内の新田3000石を分知され旗本となり、寄合に列する。宝永3年（1706年）、知行地を蔵米に改められた。中村藩主・山内豊明の七男・信尹を婿養子として家を継がせている。